# Helen Zahavi
Pour les articles homonymes, voir Zahavi.
Helen Zahavi, née à Londres en 1966, est une écrivaine et scénariste anglaise. 

## Biographie
Née d'un père polonais et d'une mère dont les parents sont originaires d'Odessa, elle commence sa carrière en littérature en traduisant des textes russes en anglais.
Elle publie en 1991 son premier roman, Dirty Weekend, le récit d'une jeune femme qui prend une revanche sur les hommes en devenant tueuse en série. Il s'agit du dernier en date des ouvrages de littérature à avoir fait l'objet d'une demande d'interdiction au Parlement de Londres pour cause d'immoralisme. La moralité du roman fait l'objet de débat dans la presse britannique, notamment dans The Sunday Times. L'œuvre, attaquée par Salman Rushdie, mais défendue par Naomi Wolf, devient un best-seller.
Brighton Boy (2013) raconte les difficultés d'un jeune artiste rêvant de gloire qui, méprisé par sa copine et humilié par ses pairs, choisit de se lancer dans une arnaque de faussaire qui tourne mal et le conduit à se venger brutalement de tous ses bourreaux.
Actuellement,[Quand ?] elle vit et travaille à Paris.

## Œuvre

### Romans
- Dirty Weekend (1991) Publié en français sous le titre Dirty week-end, traduit par Jean Esch, Paris, Presses pocket, coll. « noir » no 3939, 1992  (ISBN 2-266-04692-6) ; réédition, Paris, Phébus, coll. « Libretto » no 52, 2000  (ISBN 2-85940-674-3) ; réédition, Paris, Libretto, 2019  (ISBN 978-2-36914-521-9)
- True Romance (1994) Publié en français sous le titre True romance, traduit par Anne Paumier, Paris, Phébus, coll. « D'aujourd'hui. Étranger », 1996  (ISBN 2-85940-441-4)
- Donna and the Fatman (1998) Publié en français sous le titre Donna et le Gros Dégoûtant, traduit par Marie-Caroline Aubert, Paris, Phébus, coll. « D'aujourd'hui. Étranger », 2000  (ISBN 2-85940-669-7)
- Brighton Boy (2013)

## Adaptation
- 1993 : Dirty Weekend, film britannique réalisé par Michael Winner, adaptation du roman éponyme sur un scénario de Helen Zahavi et du réalisateur